# Židovice (district de Jičín)
Pour les articles homonymes, voir Židovice.
Židovice (en allemand : Schidowitz) est une commune du district de Jičín, dans la région de Hradec Králové, en République tchèque. Sa population s'élevait à 111 habitants en 2022.

## Géographie
Židovice se trouve à 6 km au sud-est de Kopidlno, à 16 km au sud de Jičín, à 38 km à l'ouest-nord-ouest de Hradec Králové et à 68 km à l’est-nord-est de Prague.
La commune est limitée par Vršce au nord, par Slavhostice au nord-est, par Chroustov au sud-est, par Kněžice et Chotěšice au sud-ouest, et par Běchary à l'ouest.

## Histoire
La première mention écrite de la localité date de 1361.

## Transports
Par la route, Židovice se trouve à 6 km de Kopidlno, à 20 km de Jičín, à 45 km de Hradec Králové et à 91 km de Prague. 